# Hoornbloem
Hoornbloem (Cerastium) is een geslacht dat behoort tot de anjerfamilie (Caryophyllaceae). Het telt ongeveer 200 soorten. De soorten worden bijna over de gehele wereld aangetroffen, maar de grootste concentratie soorten komen voor in gematigde streken op het noordelijk halfrond.

## Soorten
- Cerastium aleuticum
- Cerastium alpinum
- Cerastium alsinifolium
- Cerastium anomalum
- Cerastium araraticum
- Cerastium arcticum (Poolhoornbloem)
- Cerastium argenteum
- Cerastium armeniacum
- Cerastium arvense (Akkerhoornbloem)
- Cerastium atlanticum
- Cerastium axillare
- Cerastium azoricum
- Cerastium ballsii
- Cerastium banaticum
- Cerastium beeringianum
- Cerastium bialynickii
- Cerastium biebersteinii
- Cerastium brachypetalum (Kalkhoornbloem)
- Cerastium brachypodum
- Cerastium candidissimum
- Cerastium carinthiacum
- Cerastium cerastoides
- Cerastium chlorifolium
- Cerastium comatum
- Cerastium daghestanicum
- Cerastium dahuricum
- Cerastium davuricum
- Cerastium decalvans
- Cerastium deschatresii
- Cerastium dichotomum
- Cerastium diffusum (Scheve hoornbloem)
- Cerastium dinaricum
- Cerastium dominici
- Cerastium dubium
- Cerastium eriophorum
- Cerastium fastigiatum
- Cerastium fischerianum
- Cerastium fontanum
- Cerastium fragillimum
- Cerastium gibraltaricum
- Cerastium glomeratum (Kluwenhoornbloem)
- Cerastium glutinosum (Bleke hoornbloem)
- Cerastium gnaphalodes
- Cerastium gorodkovianum
- Cerastium gracile
- Cerastium grandiflorum
- Cerastium granulatum
- Cerastium haussknechtii
- Cerastium hemschinicum
- Cerastium holosteum
- Cerastium illyricum
- Cerastium inflatum
- Cerastium julicum
- Cerastium kasbek
- Cerastium kotschyi
- Cerastium lanuginosum
- Cerastium latifolium
- Cerastium lazicum
- Cerastium ligusticum
- Cerastium lineare
- Cerastium longifolium
- Cerastium macranthum
- Cerastium maximum
- Cerastium microspermum
- Cerastium moesiacum
- Cerastium multiflorum
- Cerastium nemorale
- Cerastium nigrescens
- Cerastium nutans
- Cerastium odessanum
- Cerastium oreades
- Cerastium pauciflorum
- Cerastium pedunculare
- Cerastium pedunculatum
- Cerastium perfoliatum
- Cerastium pisidicum
- Cerastium polymorphum
- Cerastium ponticum
- Cerastium pseudo-kasbek
- Cerastium pumilum (Steenhoornbloem)
- Cerastium purpurascens
- Cerastium pusillum
- Cerastium pyrenaicum
- Cerastium qingliangfengicum
- Cerastium rectum
- Cerastium regelii
- Cerastium ruderale
- Cerastium runemarkii
- Cerastium saccardoanum
- Cerastium salatavicum
- Cerastium scaposum
- Cerastium scaranii
- Cerastium schischkinii
- Cerastium semidecandrum (Zandhoornbloem)
- Cerastium siculum
- Cerastium smolikanum
- Cerastium soleirolii
- Cerastium sosnowskyi
- Cerastium subpilosum
- Cerastium subtriflorum
- Cerastium svanicum
- Cerastium sventenii
- Cerastium sylvaticum
- Cerastium szechuense
- Cerastium szowitsii
- Cerastium takasagomontanum
- Cerastium terrae-novae
- Cerastium texanum
- Cerastium theophrasti
- Cerastium thomasii
- Cerastium thomsonii
- Cerastium tomentosum
- Cerastium transsilvanicum
- Cerastium undulatifolium
- Cerastium uniflorum
- Cerastium uralense
- Cerastium vagans
- Cerastium velutinum
- Cerastium verticifolium
- Cerastium viride
- Cerastium vourinense
- Cerastium wilsonii

... · 
C. arcticum (poolhoornbloem) · 
C. arvense (akkerhoornbloem) · 
C. brachypetalum (kalkhoornbloem) · 
C. diffusum (scheve hoornbloem) · 
C. fontanum · 
C. fontanum subsp. holosteoides (glanzige hoornbloem) · 
C. fontanum subsp. vulgare (gewone hoornbloem) · 
C. glomeratum (kluwenhoornbloem) · 
C. glutinosum (bleke hoornbloem) · 
C. pumilum (steenhoornbloem) · 
C. semidecandrum (zandhoornbloem) ·
... · 
Agrostemma · 
Arenaria (Zandmuur) · 
Cerastium (Hoornbloem) · 
Colobanthus · 
Corrigiola · 
Dianthus (Anjer) · 
Gypsophila (Gipskruid) · 
Herniaria (Breukkruid) · 
Holosteum · 
Honckenya · 
Illecebrum · 
Lychnis (Koekoeksbloem) · 
Minuartia (Veldmuur) · 
Moehringia · 
Moenchia · 
Myosoton · 
Petrorhagia (Mantelanjer) · 
Polycarpon · 
Sagina (Vetmuur) · 
Saponaria · 
Scleranthus (Hardbloem) · 
Silene · 
Spergula (Spurrie) · 
Spergularia (Schijnspurrie) · 
Stellaria (Muur) · 
Vaccaria · 
...